# Casearia rusbyana
Casearia rusbyana är en videväxtart som beskrevs av John Isaac Briquet. Casearia rusbyana ingår i släktet Casearia och familjen videväxter. Inga underarter finns listade i Catalogue of Life.